# Maurisilio di Milano
San Maurisilio, o Mauricillo o Maurilio (... – Milano, 662), fu arcivescovo di Milano dal 661 al 662.

## Biografia
La vita di San Maurisilio è per la maggior parte avvolta nel mistero.
Per quanto riguarda il suo episcopato, alcuni studiosi ritengono che esso sia durato per soli 4 mesi, a cavallo fra gli anni indicati.

## Culto
Non è ricordato nel Martirologio Romano e la prima opera che lo cita espressamente è il "Beroldo Nuovo" del XIII secolo. Gli antichi messali ambrosiani ponevano la sua festività il 31 marzo ma dal momento che la festa cadeva nel periodo della Quaresima, San Carlo Borromeo, nel 1578, decise arbitrariamente di togliere il suo nome dal calendario ambrosiano insieme ad altri santi.
Oggi, san Maurisilio, è venerato nella basilica milanese di san Satiro, dove nel IX secolo le sue reliquie furono traslate dall'arcivescovo Ansperto e in riconoscenza di questo, ancora nel 1793, l'arcivescovo Filippo Visconti, accordò ai presbiteri di questa parrocchia, il diritto all'officiatura dedicata a San Maurisilio con rito solenne.
La sua festività venne nuovamente spostata ad opera del cardinale Karl Kajetan von Gaisruck nell'Ottocento al 23 agosto, ma la disposizione durò finché egli fu in vita, per ritornare poi al 31 marzo.
Le ossa del santo, dal 1611, riposano ufficialmente sotto l'altare della basilica di San Satiro già citata.